# Allan Igor Moreno Silva
Allan  Moreno Silva (6 augustus 1992, São Luís)  is een Braziliaans Internationaal Grootmeester dammen. 
Hij werd Braziliaans kampioen in  2015 en Pan-Amrikaans kampioen in 2011, 2013, 2015 en 2016. 
Hij nam 4x deel aan het wereldkampioenschap met als beste prestaties de 10e plaats in 2015. 

## Deelname aan hetwereldkampioenschap
| Jaar | Locatie         | Klassering     | Score | W-R-V  |
| ---- | --------------- | -------------- | ----- | ------ |
| 2011 | Emmeloord / Urk | 18             | 19-15 | 2-11-6 |
| 2013 | Oefa            | 14 in B-finale | 9-10  | 2-6-1  |
| 2015 | Emmen           | 10             | 19-20 | 1-18-0 |
| 2019 | Yamoussoukro    | 11             | 19-18 | 4-10-5 |